# فان (أركنساس)
فان (بالإنجليزية: Van, Arkansas)‏ هي منطقة سكنية تقع في الولايات المتحدة في مقاطعة أركنسو، أركنسو. يقدر عدد سكانها وترتفع عن سطح البحر 54.86 متر.